# Rebeca Martínez
Rebeca Martínez (10 de diciembre de 2003 - 7 de febrero de 2004) fue una bebé dominicana que nació con dos cabezas, debido a una malformación congénita llamada Craniopagus parasiticus. 

## Biografía
Tenía una gemela parasitaria, un caso muy raro donde uno de dos siameses deja de crecer durante la gestación, provocando una anomalía conocida como craniopagus parasiticus. Ha habido solo ocho casos conocidos de esta anomalía en la historia, y Rebeca fue la segunda en no morir después de nacer.

## Muerte
Rebeca Martínez fue sometida a cirugía en Santo Domingo el 6 de febrero, en un intento por extirparle la cabeza extra: la primera intervención quirúrgica de su tipo en la historia. El médico Jorge Lazareff dirigió el procedimiento, el cual duró 11 horas. En la mañana del 7 de febrero, Rebeca murió de complicaciones relacionadas con la operación.